# Grupul statuar „Pescarii” din Constanța
Grupul statuar „Pescarii” este un monument istoric situat în municipiul Constanța. Figurează pe noua listă a monumentelor istorice sub codul LMI: CT-III-m-B-02922.

## Imagini

## Istoric și trăsături
Grupul statuar „Pescarii” este amplasat pe faleza Cazinoului, în zona bulevardului Elisabeta, colț cu str. Constantin Brâncoveanu. Autor este sculptorul Cornel Medrea în anul 1959.